# Мірко Мюллер
Мірко Мюллер (нім. Mirco Müller; 21 березня 1995, м. Вінтертур, Швейцарія) — швейцарський хокеїст, захисник. Виступає за «Лугано» у Національній лізі А.
Вихованець хокейної школи ХК «Вінтертур». Виступав за «Клотен Флаєрс», «Еверетт Сілвертіпс» (ЗХЛ), «Вустер Шаркс» (АХЛ).
В чемпіонатах НХЛ — 24 матчі (1+2). У чемпіонатах Швейцарії — 7 матчів (1+0).
У складі молодіжної збірної Швейцарії учасник чемпіонатів світу 2013, 2014 і 2015. У складі юніорської збірної Швейцарії учасник чемпіонату світу 2013.
Сестра Аліна — бронзова призерка жіночого хокейного турніру на Олімпіаді-2014.